# Fiesta de las Cebollas Rellenas

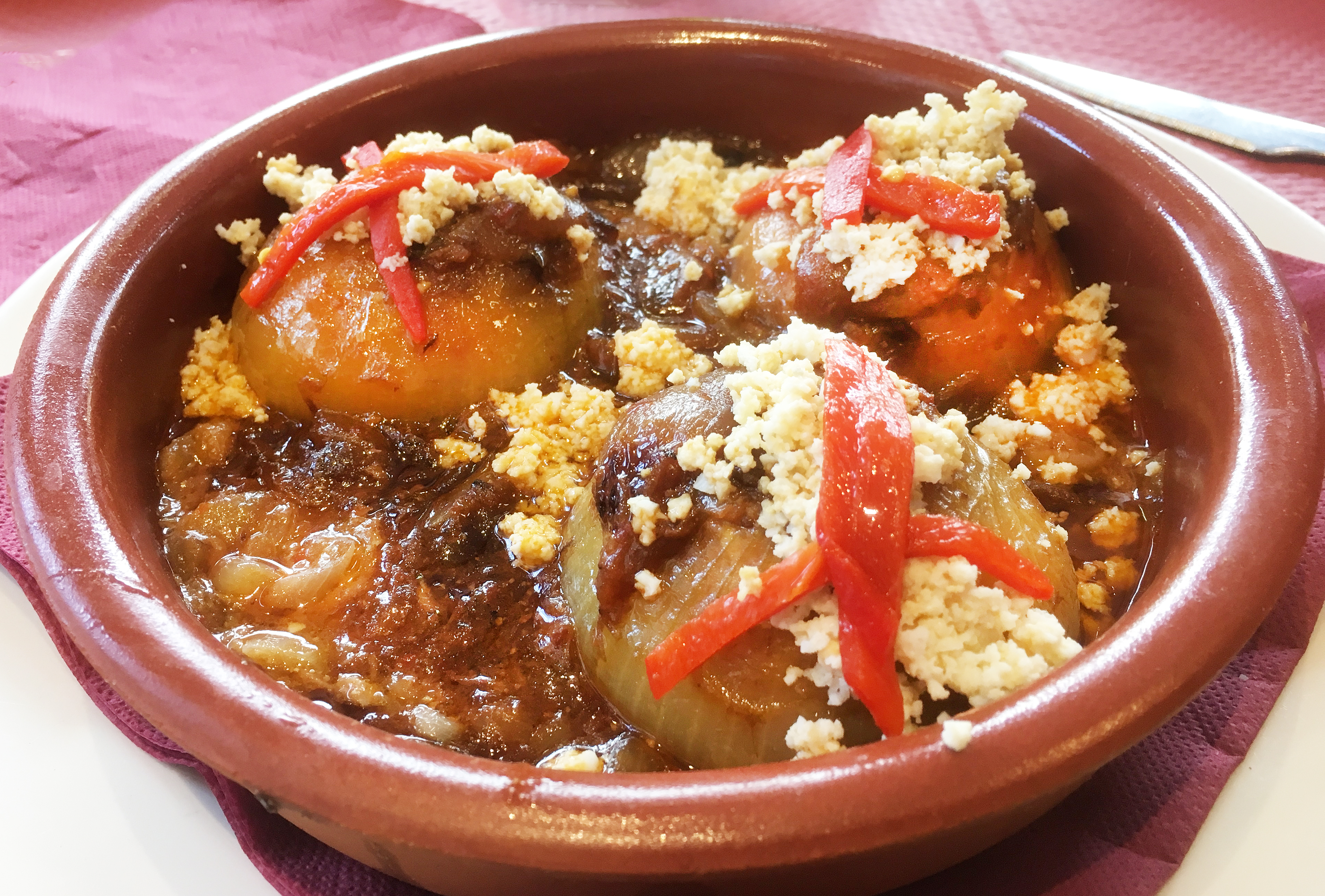
Cazuela con cebollas rellenas.

La Fiesta de las Cebollas Rellenas es una fiesta gastronómica que se celebra a finales del mes de noviembre en El Entrego (San Martín del Rey Aurelio, Asturias) y tiene como protagonista a este plato típico de la gastronomía de Asturias.

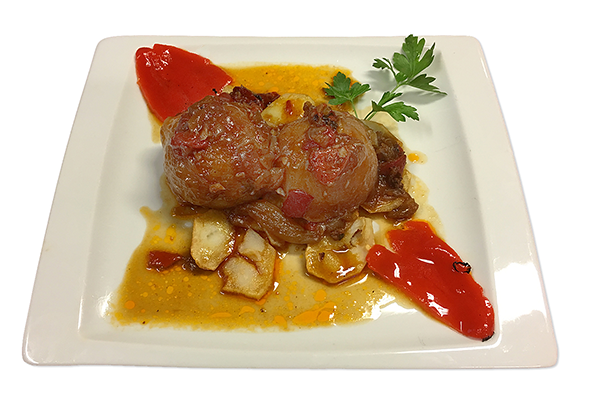
Cebollas rellenas de picadillo.

## La fiesta
La fiesta de las Cebollas Rellenas empezó a celebrarse en 1972, aunque su historia se remonta hasta el año 1927. Aniceta Fueyo, conocida como La Nina, dueña y cocinera del Restaurante La Laguna, se encontró con el problema de que siendo Viernes Santo, viernes de vigilia, y que no tenía nada más que unas cebollas y unas latas de bonito para darles a sus clientes, se le ocurrió la idea de rellenar cebollas.
La Nina fue quien inventó el plato, pero se dice que fue Aurora, del Restaurante La Conda, quien hizo que el plato alcanzara la fama, ya que fue ella quien más la preparó en su local. Mario Antuña, nieto de la Nina, escribió un emotivo pregón en el año 2004 para la fiesta de las Cebollas Rellenas, donde contó cómo en el año 1972 un grupo de entreguinos, con José Manuel Blanco a la cabeza, propusieron crear la Fiesta Gastronómica de las Cebollas Rellenas, idea que la creadora del plato acogió con entusiasmo.
Ese año se invitó a un grupo de periodistas a comer y se les presentó la fiesta y el plato. La propia Nina corrió con los gastos, y gracias a esta iniciativa y el entusiasmo de sus promotores, las cebollas rellenas alcanzaron con el tiempo el rango de Fiesta Gastronómica de Interés Regional.
Así, cada 30 de noviembre, todas casas del pueblo se llenan del olor de este plato, y El Entregu se convierte en punto de encuentro de familiares y amigos. Las cebollas forman parte de un menú que incluye también callos y postres como casadiellas, arroz con leche o frisuelos.
En los últimos años la organización de las fiestas corre a cargo de la Sociedad Cultural y de Fiestas de El Entregu.

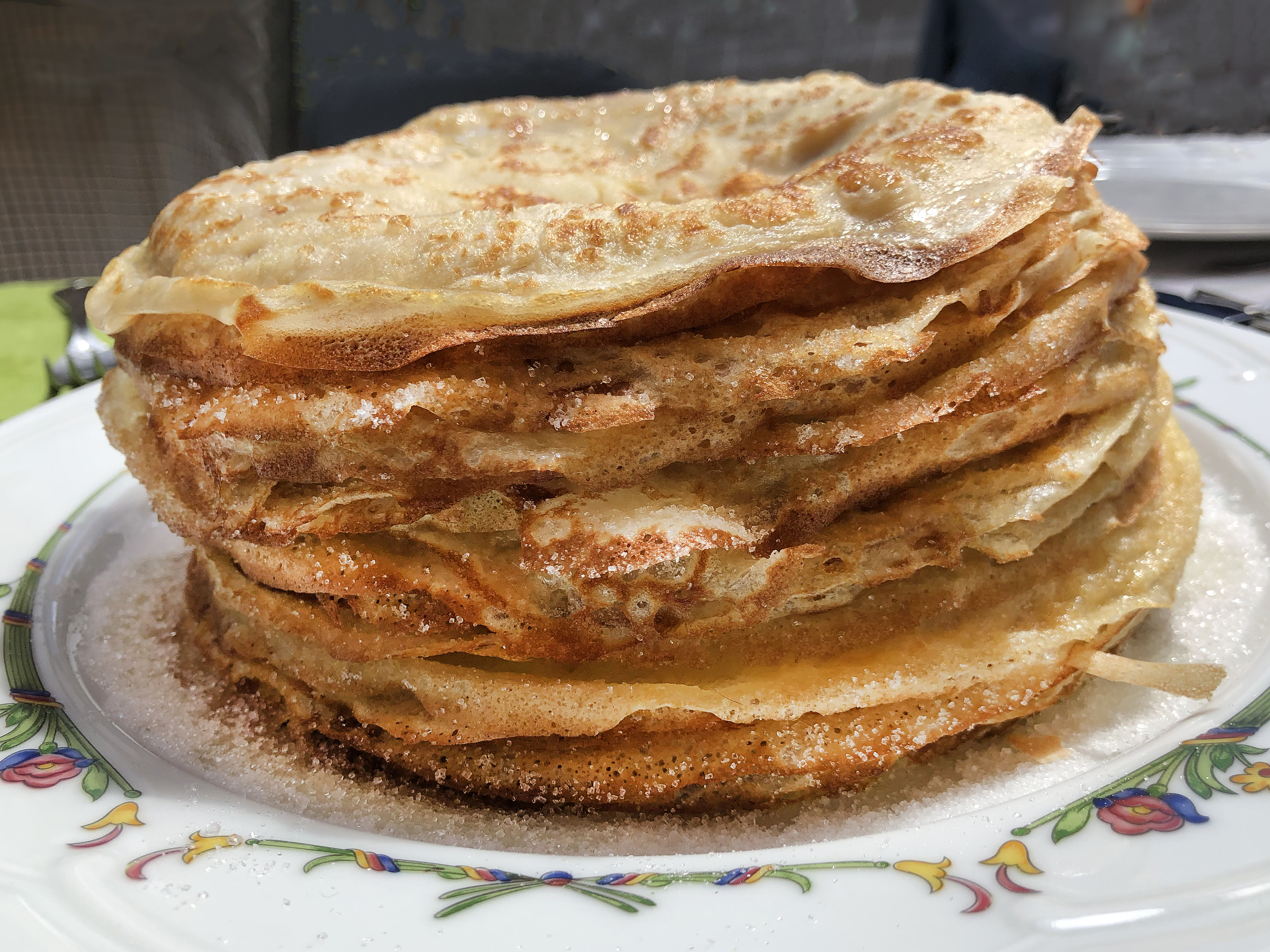
Frixuelos o fayuelos
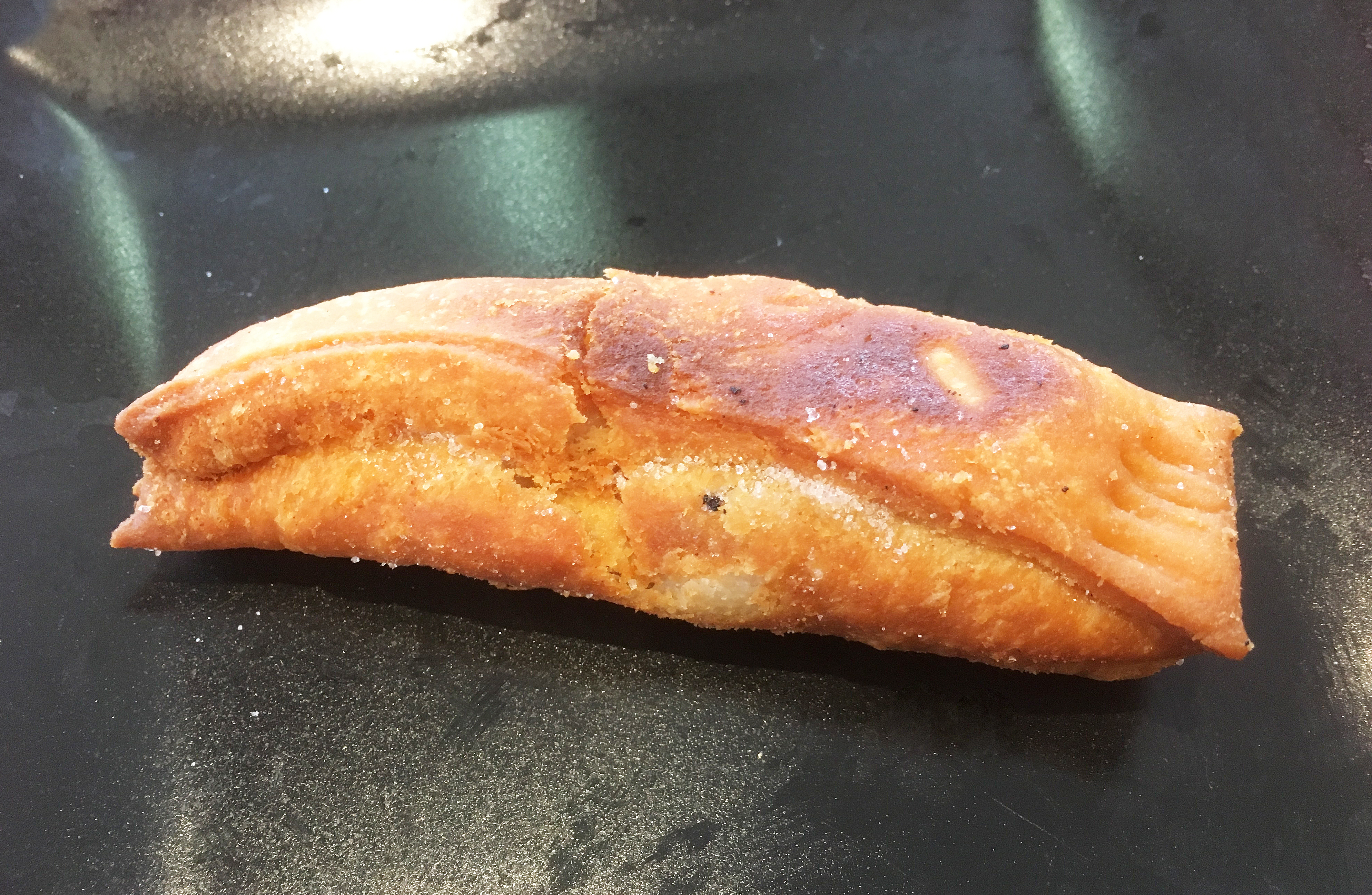
Quesadiella
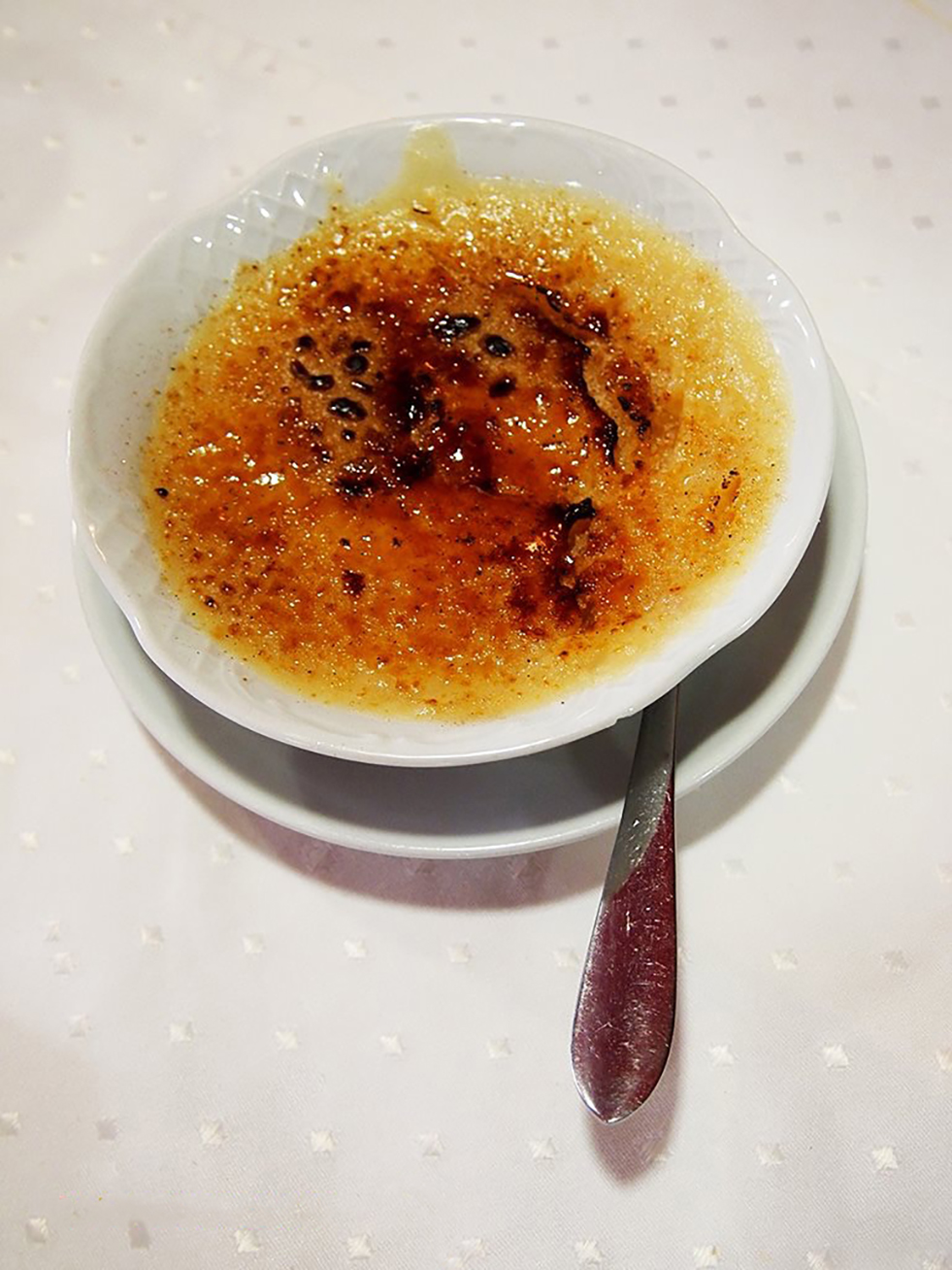
Arroz con leche
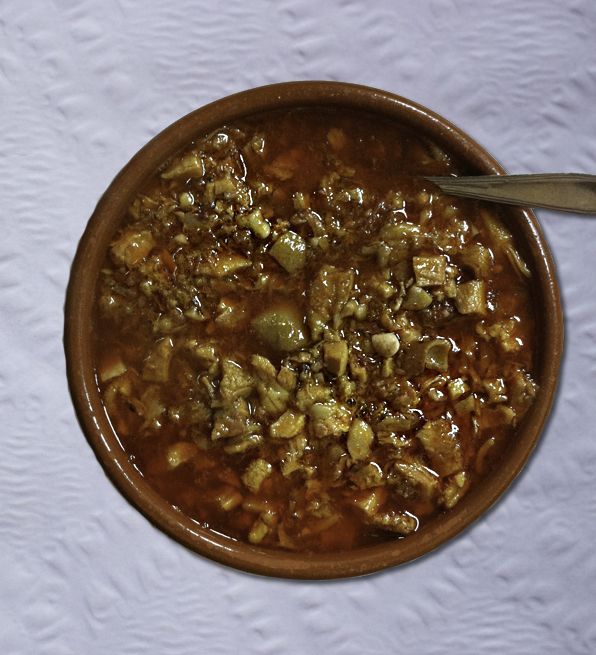
Cazuela de callos

## El plato

### Elaboración
Las cebollas se pelan y vacían. En una sartén se pone aceite a calentar, se añade el ajo, la cebolla que se saca de dentro y el pimiento, todo ello picado muy fino. Cuando ya está pasado se le añade tomarte, sal y guindilla. Cuando la salsa está lista se aparta la mitad. Con la otra mitad y el bonito desmenuzado se hace el relleno: se rellenan, se ponen en una olla, se les añade la salsa restante, el laurel, el vino blanco, el pimentón, el caldo, sal y picante al gusto. Deben quedar cubiertas.
Se cuecen suavemente durante al menos tres horas. Se sirven tras cebollas por ración adornándolo con el huevo, el pimiento y el perejil, todo ello picado.

### Ingredientes
Cebollas, aceite y sal

#### Relleno
Bonito o picadillo, pimiento morrón, tomate, laurel, pimentón dulce, guindilla, caldo de pita concentrada, ajo y vino blanco.

#### Adorno
Perejil, huevo cocido y pimiento, todo picado.